# Per Nilsson (gymnast)
 Der er flere personer med dette navn, se Per Nilsson.
Per Elis Albert Nilsson (4. januar 1890 – 18. juni 1964) var en svensk gymnast som deltog i OL 1912 i Stockholm.
Nilsson blev olympisk mester i gymnastik under OL 1912 i Stockholm. Han var med på det svenske hold som vandt holdkonkurrencen for hold i svensk system. Hold fra tre nationer var med i konkurrencen, der blev afholdt på Stockholms Stadion. 